# 锡场镇 (揭阳市)
锡场镇，是中华人民共和国广东省揭阳市揭东区下辖的一个乡镇级行政单位。

## 行政区划
锡场镇下辖以下地区：
锡场社区、锡西村、江滨村、潭王村、潭蔡村、东仓村、大寮村、石洋村、华清村、锡中村、锡东村和新置寨村。